# Луна-13
«Луна-13» — радянська автоматична міжпланетна станція (АМС) для вивчення Місяця і космічного простору.
21 грудня 1966 року здійснено пуск ракети-носія «Молнія», яка вивела на траєкторію польоту до Місяця АМС «Луна-13». Спочатку станція була виведена на навколоземну орбіту з параметрами: нахил орбіти — 51,8°; період обігу — 88,4 хвилини; перигей — 171 кілометр; апогей — 223 кілометри, а потім стартувала в бік Місяця. 24 грудня 1966 р. станція «Луна-13» здійснила м'яку посадку на поверхню Місяця в Океані Бур в точці з координатами 62° 3' західної довготи і 18° 52' північної широти.
Станція діяла протягом 7 днів і передала на Землю три фотопанорами місячної поверхні при висоті Сонця 6, 9 і 32 градуси. Крім того, станція була оснащена ґрунтоміром — пенетрометром, радіаційним щільноміром і динамографом, за допомогою яких було проведено перше в історії інструментальне дослідження щільності і міцності поверхневого шару місячного ґрунту (реголіту).